# Phu Phiang (huyện)
Phu Phiang (tiếng Thái: ภูเพียง) là một huyện (amphoe) ở trung bộ thuộc tỉnh Nan, phía bắc Thái Lan.

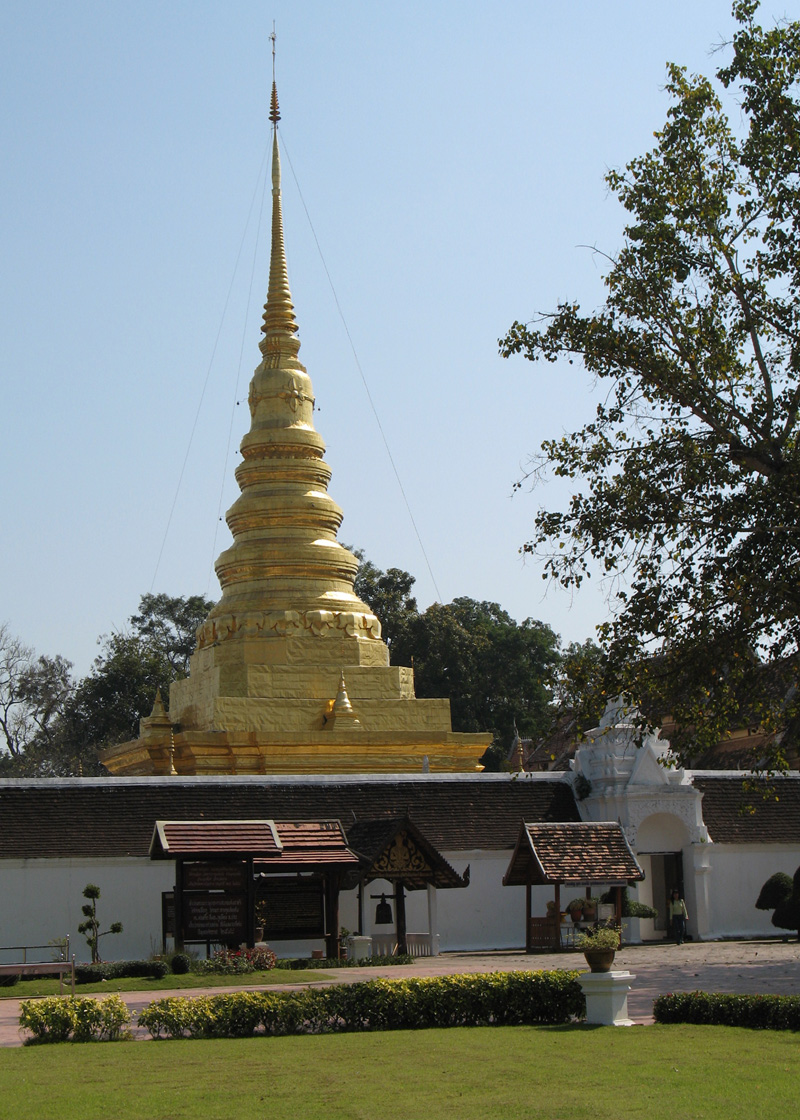
Phra That Chae Haeng trên đỉnh núi Phu Phiang

## Lịch sử
Khu vực này đã được tách ra từ huyện Mueang Nan để lập một tiểu huyện (King Amphoe) vào ngày 1 tháng 7 năm 1997.
Theo quyết định của chính phủ Thái Lan ngày 15 tháng 5 năm 2007, tất cả 81 tiểu huyện đều được nâng thành huyện. Với việc đăng công báo hoàng gia ngày 24 tháng 8, việc nâng cấp thành chính thức.
.

## Địa lý
Các huyện giáp ranh (từ phía bắc theo chiều kim đồng hồ): Santi Suk, Mae Charim, Wiang Sa và Mueang Nan thuộc tỉnh Nan.

## Hành chính
Huyện này được chia thành 7 phó huyện (tambon), các đơn vị này lại được chia ra thành 59 làng (muban). Không có khu vực thành thị, có 7 Tổ chức hành chính tambon.
| STT | Tên          | Tên tiếng Thái | Số làng | Dân số |  |
| --- | ------------ | -------------- | ------- | ------ |  |
| 1.  | Muang Tuet   | ม่วงตึ๊ด          | 5       | 4.267  |  |
| 2.  | Na Pang      | นาปัง           | 6       | 3.567  |  |
| 3.  | Nam Kaen     | น้ำแก่น          | 10      | 4.266  |  |
| 4.  | Nam Kian     | น้ำเกี๋ยน         | 5       | 2.712  |  |
| 5.  | Mueang Chang | เมืองจัง         | 10      | 6.164  |  |
| 6.  | Tha Nao      | ท่าน้าว          | 7       | 3.418  |  |
| 7.  | Fai Kaeo     | ฝายแก้ว         | 16      | 10.838 |  |